# أودين لانجن
أودين لانجن هو سياسي أمريكي، ولد في 5 يناير 1913 في مينيابوليس في الولايات المتحدة، وتوفي في 6 يوليو 1976 في كينيدي في الولايات المتحدة. نشط حزبياً في الحزب الجمهوري. وقد انتخب عضو مجلس نواب مينيسوتا ‏ وانتخب عضو مجلس النواب الأمريكي ‏.